# 蘭皮揚區
11°14′15″S 76°50′23″W / 11.23750°S 76.83972°W
蘭皮揚區（西班牙語：Distrito de Lampián），是秘魯的一個區，位於該國中南部利馬大區的瓦拉爾省，面積145平方公里，海拔高度2,450米，2007年人口519，人口密度每平方公里3.6人。